# Rezessschreiber
Der Rezessschreiber (auch Rezeßschreiber, Receßschreiber) war ein Bergbeamter, der im Mittelalter und in der frühen Neuzeit am Bergamt bis zur Abschaffung des Direktionsprinzips die Tätigkeit eines Buchhalters ausübte. Die Aufgaben des Rezessschreibers waren sehr umfangreich und erforderten ein fundiertes Wissen über den Bergbau und gute Mathematikkenntnisse. Der Rechenmeister Adam Ries war 1524 als Rezessschreiber beim Bergamt Annaberg und von 1529 bis 1537 als Rezessschreiber beim Bergamt Marienberg angestellt.

## Tätigkeit
Der Rezessschreiber erstellte den Gewerken jedes Quatember einen Bericht über die betrieblichen Vorgänge. Insbesondere waren dies die Anzahl der eingefahrenen Bergleute und die Zahl der verfahrenen Schichten. Er erarbeitete die  Rezesstabellen über den ökonomischen Zustand des jeweiligen Bergwerks und die Ergebnisse in das Rezessbuch ein. Darin wurden die geförderte Erzmenge und der dafür erzielte Preis, sowie die wöchentlich durch den Schichtmeister ausbezahlten Löhne erfasst.
Der Rezessschreiber war beauftragt, die von den Schichtmeistern der  Gruben erstellten Bergrechnungen zu kontrollieren und gegebenenfalls zu defektieren (beanstanden). Auf der Grundlage der Bergwerksrechnungen hatte er vierteljährlich für den Regalherren einen Rapport über den  Stand des Bergwerksbesitzes sowie über die offen stehenden Zubußen zu erstellen. Außerdem berechnete er die Förderquoten und trug diese dann in das Rezessbuch ein. Der Rezessschreiber kontrollierte auch das Hüttenregister, in dem die Erzlieferungen jedes Bergwerks eingetragen wurden. Außerdem verglich er das Hüttenregister mit den in den Zechenregistern gemeldeten Erzlieferungszetteln. Dies war erforderlich, damit es bei den Erzlieferungen der Bergwerke an die Schmelzhütten nicht zu Unterschlagungen kam. Aus den erwirtschafteten Gewinnen mussten die Zechen den Zehnt an den Zehntner abführen.